# Коцак, Арсений
Арсений Коцак (русин. Арсеній Коцак, светское имя — Алексей Фёдорович Коцак (русин. Олексій Федорович Коцак); 14 марта 1737, село Великий Буковец, Королевство Венгрия (ныне район Стропков Прешовский край, Словакия) — 12 апреля 1800, Мункач, Королевство Венгрия) — грекокатолический священник, иеромонах, педагог, философ, теолог, языковед. Автор старейшей грамматики языка карпатских русинов.

## Биография
Первоначальное образование получил дома у сельского дьячка, далее учился в гимназиях Пряшева и Шарошпоток. Окончил в 1767 году теологический факультет Кошицкого университета со степенью доктора теологии. Работал учителем монастырских школ на Закарпатье и Пряшевщине, был игуменом монастырей.
Составил «Грамматику русскую сирѣч правила извѣщателная и наставителная о словосложеніи слова языка славенского или русскаго» (три варианта, 1768-88), опираясь при этом на грамматики Мелетия Смотрицкого, Лаврентия Зизания, латинской грамматики позднего Средневековья Эммануила Альвара и Филиппа Меланхтона, грамматику русского языка Михаила Ломоносова. Учебник состоит из 4 разделов (орфография, просодия, этимология и синтаксис).
Написал иермонах Арсений также исторический труд «Описание обителей Мараморошских древнє бывших» — об истории монастырей Закарпатья.
В 1798 году тяжело заболел и отправился в Мукачевский монастырь, где и скончался 12. апріля 1800 года.